# Austroraptus calcaratus
Austroraptus calcaratus is een zeespin uit de familie Ammotheidae. De soort behoort tot het geslacht Austroraptus. Austroraptus calcaratus werd in 1944 voor het eerst wetenschappelijk beschreven door Gordon. 